# Чилмозерка
Чилмозерка — река в России, протекает по Олонецкому району Республики Карелия. Устье реки находится в 41 км по правому берегу реки Мегреги. Длина реки — 20 км, площадь водосборного бассейна 96,1 км².

## Данные водного реестра
По данным государственного водного реестра России относится к Балтийскому бассейновому округу, водохозяйственный участок реки — Водные объекты бассейна оз. Ладожское без рр. Волхов, Свирь и Сясь, речной подбассейн реки — Нева и реки бассейна Ладожского озера (без подбассейна Свирь и Волхов, российская часть бассейнов). Относится к речному бассейну реки Нева (включая бассейны рек Онежского и Ладожского озера).